# السلق (إب)

تعديل مصدري - تعديل

السلق هي إحدى قرى عزلة ميتم بمديرية إب التابعة لمحافظة إب، بلغ تعداد سكانها 551 نسمة حسب تعداد اليمن لعام 2004.